# Wanda Dzierzbicka

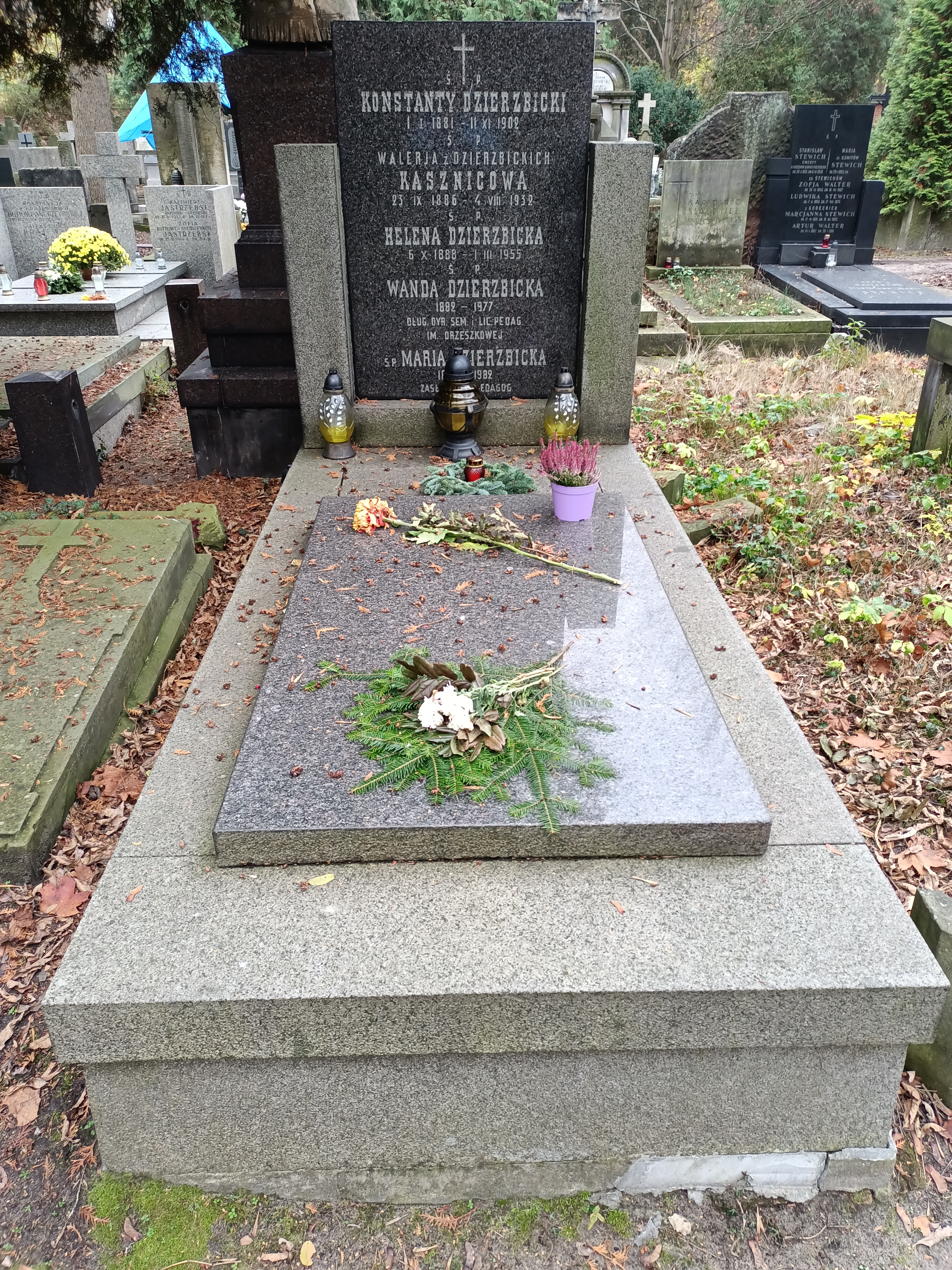
Nagrobek Wandy Dzierzbickiej na Cmentarzu Powązkowskim w Warszawie

Wanda Dzierzbicka (ur. 16 listopada 1882 w Świętem, zm. 28 stycznia 1977 w Warszawie) – polska psycholog, pedagog, pedeutolog, matematyk, działaczka społeczna i oświatowa.

## Życiorys
Urodziła się w Świętem, pow. nieszawski, w rodzinie Stanisława i Walerii z Bajkowskich. W Warszawie ukończyła prywatną szkołę średnią Leonii Rudzkiej (1898), II Gimnazjum Żeńskie z językiem rosyjskim (ukończyła z tytułem domowej nauczycielki). W latach 1899–1900 studiowała na Uniwersytecie we Fryburgu. Po powrocie do Warszawy pracowała w szkolnictwie elementarnym. W latach 1906–1911 prowadziła Szkołę Polskiej Macierzy Szkolnej, która została zamknięta przez władze rosyjskie. Była założycielką (1914) i długoletnią dyrektorką Seminarium Nauczycielskiego żeńskiego i Liceum Pedagogicznego im. Elizy Orzeszkowej w Warszawie. Uzupełniała swoje wykształcenie w Państwowym Instytucie Nauczycielskim w Warszawie, a w czasie wakacji wyjeżdżała za granicę do Anglii (1929) i Austrii (1932), gdzie studiowała psychologię. 
W okresie II wojny światowej pracowała w Radzie Głównej Opiekuńczej oraz uczyła w tajnym liceum pedagogicznym.
W 1960 wydała monografię Seminarium Nauczycielskiego i Liceum Pedagogicznego im. Elizy Orzeszkowej w Warszawie Dzieje jednej szkoły 1908–1949.
Wniosła istotny wkład w rozwój pedeutologii oraz była autorką licznych programów nauczania pedagogiki w zakładach kształcenia nauczycieli.
Pochowana na cmentarzu Powązkowskim w Warszawie (kwatera 207-4-27).

## Ważniejsze prace
- O uzdolnieniach zawodowych nauczyciela-wychowawcy (1926)
- Organizacja nauczania (1960)
- Podstawy ideowe kształcenia nauczycieli w seminariach (1960)

## Ordery i odznaczenia
- Order Sztandaru Pracy II klasy (19 sierpnia 1955)[5]
- Krzyż Oficerski Orderu Odrodzenia Polski (27 grudnia 1924)[3]
- Srebrny Wawrzyn Akademicki (7 listopada 1936)[6]